# Bezeichnungen russischer und sowjetischer gezogener Artilleriesysteme
Die Bezeichnung russischer und sowjetischer gezogener Artilleriesysteme besteht aus drei wesentlichen Teilen - der Angabe des Kalibers, der Angabe des Typs bzw. hauptsächlichen Verwendungszwecks der Waffe und einem eindeutigen Merkmal zur Bezeichnung der Variante. Dieses System wurde gegen Ende des 19. Jahrhunderts eingeführt und bis heute verwendet, dabei unterlag der genaue Aufbau der Bezeichnung jedoch verschiedenen Änderungen.

## Bezeichnungen vom Ende des 19. Jahrhunderts bis ca. 1917
Ursprünglich wurden Geschütze in Russland wie auch in einigen anderen Staaten – zum Beispiel Großbritannien – nach dem Gewicht des Geschosses (der Granate) oder dem Gewicht des Geschützes bezeichnet. Im letzteren Falle war die Bezeichnung nicht immer eindeutig, nach der Einführung unterschiedlicher Munitionsarten für ein Geschütz die erstere Bezeichnung nicht immer zutreffend. Gegen Ende des 19. Jahrhunderts / zu Beginn des 20. Jahrhunderts wurde das Bezeichnungssystem vereinfacht. An die erste Stelle trat das Kaliber in Zoll (oder dem russischen Längenmaß Linie), an die zweite Stelle der Waffentyp und an die dritte Stelle das Jahr der Übernahme in die Bewaffnung. Die Angabe des Typs konnte durch den Verwendungszweck ergänzt werden. Ein Beispiel für eine derartige Bezeichnung ist die 6-дюймовая гаубица обр. 1909 г. Dabei steht 6-дюймовая für das Kaliber 6 Zoll, гаубица für Haubitze und обр. 1909 г für Ausführung 1909. Sinngemäß übertragen handelt es sich um die 6-Zoll-Haubitze Ausführung 1909. Bei der 6-дюймовая осадная пушка обр. 1910 г. wurde der Verwendungszweck ergänzt, hier steht пушка für Kanone und осадная für Belagerungs-, sinngemäß übertragen handelt es sich um die 6-Zoll-Belagerungskanone Ausführung 1910. In der Literatur wurde für das Jahr der Übernahme in die Bewaffnung meist die Abkürzung „M“ mit folgender Jahreszahl gewählt. Das erste Beispiel würde dann als 6-Zoll-Haubitze M1909, das zweite Beispiel als 6-Zoll-Belagerungskanone M1910 aufgeführt werden.

## Bezeichnungen von ca. 1917 bis zu den 1950er-Jahren
Nach dem Übergang auf das metrische System wurde in der Bezeichnung die Angabe des Kalibers von Zoll auf Millimeter geändert. Dabei wurde das Kaliber auf ganze Millimeter gerundet. Die Angabe des Verwendungszwecks entfiel, wenn der ursprüngliche Verwendungszweck entfallen war. Da nach dem Ende des Ersten Weltkrieges die Belagerungsartillerie obsolet war, entfiel in der Bezeichnung der Geschütze beispielsweise die Angabe „Belagerungs-“. Aus der 6-дюймовая осадная пушка образца 1910 года wurde demzufolge die 152-мм пушка обр. 1910 года (152-mm-Kanone Ausführung 1910 oder 152-mm-Kanone M1910). In anderen Fällen wurde der Verwendungszweck weiter in der Bezeichnung angegeben. Ein Beispiel ist die 76-мм дивизионная пушка обр. 1902 г. - 76-mm-Divisionskanone Ausführung 1902 oder 76-mm-Divisionskanone M1902.
Ab dem Beginn der 1930er-Jahre wurden verschiedene Geschütze Modernisierungen unterzogen. Das Jahr der Übernahme der modernisierten Variante in die Bewaffnung wurde zweistellig an das Übernahmejahr der Ursprungsausführung angehängt. Die Bezeichnung 152-мм гаубица обр. 1909/30 гг. steht demzufolge für die 1930 eingeführte modernisierte Variante der ursprünglich 1909 eingeführten 152-мм гаубица обр. 1909 г.
Neu entwickelte Waffen erhielten grundsätzlich zwei Bezeichnungen: die bereits angeführte Bezeichnung nach dem Muster Kaliber-Typ-Einführungsjahr und eine Werksbezeichnung. Die Werksbezeichnung bestand aus bis zu drei Buchstaben für das Konstruktionsbüro bzw. den Hersteller und einer Projektnummer. Maßgebend war dabei das Werk, in dem die Waffe entwickelt wurde, die späteren Produktionsstätten konnten vom Entwicklungswerk abweichen. Die Verwendung eines Bindestriches zur Trennung der beiden Bestandteile der Werksbezeichnung war nicht zwingend vorgeschrieben, es kommen alle möglichen Schreibweisen vor. Die Bezeichnung 122-мм гаубица обр. 1938 г. (122-mm-Haubitze Ausführung 1938) steht für die offizielle Bezeichnung, die Bezeichnung M-30 ist die Werksbezeichnung der gleichen Waffe. Beispiele für die Bezeichnung des Herstellers sind M für das Motowilicha-Werk, S für das zentrale Konstruktionsbüro der Artillerie, SiS für das Werk Nr. 92 „Josef Stalin“. Die Bezeichnung des Konstruktionsbüros stand dabei an erster Stelle, eine Ausnahme bildeten die Waffen des Werkes Nr. 8 „Michail Kalinin“ mit dem Index K, hier stand die Bezeichnung des Konstruktionsbüros an zweiter Stelle. Die 37-мм автоматическая зенитная пушка обр. 1939 г. erhielt demzufolge die Werksbezeichnung 61-К. In einigen Fällen wie dem der 76-мм дивизионная пушка обр. 1942 г. verdrängte die Werksbezeichnung ЗиС-3 (SiS-3) den offiziellen Namen in der Praxis, in anderen Fällen wie dem der 45-мм противотанковая пушка обр. 1937 г. war die Werksbezeichnung (53-K) eher ungebräuchlich.

## Bezeichnungen ab den 1950er-Jahren
Ab Beginn der 1950er-Jahre wurde für neu konstruierte Waffen das Jahr der Einführung in der Bezeichnung durch die Werksbezeichnung ersetzt. Ein Beispiel ist die 1950 eingeführte 57-мм зенитная автоматическая пушка С-60: das Jahr der Einführung 1950 fehlt in der Bezeichnung, dafür steht С-60 für das Zentrale Konstruktionsbüro der Artillerie (ЦАКБ) NII-58 und den Projektindex. Bereits eingeführte Waffensysteme behielten jedoch ihre ursprüngliche Bezeichnung bei. Die 122-мм гаубица обр. 1938 г wurde weiter so bzw. mit der Werksbezeichnung М-30 geführt, nicht aber als 122-мм гаубица М-30.
Die bislang letzte Änderung ergab sich mit der Einführung des GRAU-Index. An die Stelle der Werksbezeichnung trat bei neu eingeführten Geschützen der entsprechende Index der Waffe. Ein Beispiel ist die 152-мм пушка 2А36 (152-mm-Kanone 2A36), wobei hier 2A36 für den GRAU-Index der Waffe steht. Der GRAU-Index ermöglicht bereits für sich eine eindeutige Identifizierung der Waffe, auf das Kaliber und den Typ kann jedoch aus dem GRAU-Index allein nicht geschlossen werden.
Die Werksbezeichnung wird weiterhin während der Entwicklung von Waffensystemen genutzt, da ein GRAU-Index erst mit der technischen Aufgabenstellung für den Prototyp vergeben wird. Daher haben auch Systeme, die nicht in die Bewaffnung der Sowjetarmee übernommen wurden, einen entsprechenden GRAU-Index. Systeme, deren Entwicklung vor dem Bau der Prototypen abgebrochen wurde, haben keinen GRAU-Index und führen nur eine Werksbezeichnung.

## Kodierung der Herstellerwerke
| Werksindex | Werksindex | Werk                                       | Stadt      | Beispiel |
| ---------- | ---------- | ------------------------------------------ | ---------- | -------- |
| А          | A          | Werk Nr. 38                                | Tula       | A-19     |
| Б          | B          | werk Nr. 232 „Bolschewik“                  | Leningrad  | B-4      |
| Бр         | Br         | Werk Nr. 221 „Barrikady“                   | Stalingrad | Br-2     |
| Д          | D          | Werk Nr. 9                                 | Swerdlowsk | D-20     |
| ЗІС        | ZIS        | Sawod imeni Stalina                        | Moskau     | ZIS-3    |
| К          | K          | Werk Nr. 8 „Sawod imeni Kalinina“          | Podlipki   | 19-K     |
| Л          | L          | Sawod imeni Kirowa                         | Leningrad  | L-11     |
| М          | M ML       | Motowilichinskije sawody                   | Perm       | M-42     |
| МЛ         | M ML       | Motowilichinskije sawody                   | Perm       | ML-20    |
| С          | S          | Zentrales Konstruktionsbüro der Artillerie |            | BS-3     |
| Т          | T          | Werk Nr. 75                                | Jurga      | Т-12     |
| У          | U          | Uralski Maschinostroitelny Sawod           | Swerdlowsk |          |
| Ф          | F          | Werk Nr. 92                                | Gorki      | F-22     |

## Bezeichnung in der NVA
In der Nationalen Volksarmee wurden die russischen Bezeichnungen einschließlich der Werksbezeichnungen sinngemäß übertragen. Aus der 57-мм зенитная автоматическая пушка С-60 wurde die 57 mm Flak S-60 oder kurz S-60. Dabei waren vor allem in den 1950er- und 1960er-Jahren Schreibweisen ohne Bindestrich gebräuchlich, später wurde dann auch korrekt nach Duden mit Bindestrich übertragen. Eine eindeutige Identifizierung erfolgte nach dem auch Nummernverzeichnis genannten Katalog K 050/3/016 Bewaffnung in der Bedarfsträgerschaft des raketen- und waffentechnischen Dienstes. Da dieser Katalog jedoch der Geheimhaltung unterlag, wurden diese Nummern in öffentlichen Publikationen und nicht als Verschlusssache eingestuften Vorschriften und Ausbildungsunterlagen nicht benutzt.

## Liste von Bezeichnungen
| Bezeichnung                                                                  | Werksbezeichnung | GAU/GRAU-Index              | Anmerkungen                                                               |
| ---------------------------------------------------------------------------- | ---------------- | --------------------------- | ------------------------------------------------------------------------- |
| 37-mm-Panzerabwehrkanone M1930 37-мм противотанковая пушка образца 1930 года | 1-K 1-К          | 52-P-162 52-П-162           |                                                                           |
| 45-mm-Panzerabwehrkanone M1932 45-мм противотанковая пушка образца 1932 года | 19-K 19-К        | 52-P-243A 52-П-243А         |                                                                           |
| 45-mm-Panzerabwehrkanone M1934 45-мм противотанковая пушка образца 1934 года | 19-K 19-К        |                             | Weiterentwicklung der 45-mm-Panzerabwehrkanone M1932, gleicher Hersteller |
| 45-mm-Panzerabwehrkanone M1937 45-мм противотанковая пушка образца 1937 года | 53-K 53-К        | 52-P-243-PP-1 52-П-243-ПП-1 | Weiterentwicklung der 45-mm-Panzerabwehrkanone M1932, gleicher Hersteller |
| 45-mm-Panzerabwehrkanone M1942 45-мм противотанковая пушка образца 1942 года | M-42 М-42        | 52-P-243S 52-П-243С         | Weiterentwicklung der 45-mm-Panzerabwehrkanone M1932, gleicher Hersteller |
| 100-mm-Feldkanone M1944 100-мм полевая пушка образца 1944 года               | BS-3 БС-3        | 52-P-412 52-П-412           |                                                                           |
| 100-mm-Panzerabwehrkanone T-12 100-мм противотанковая пушка Т-12             | T-12 T-12        | 2A19 2A19                   |                                                                           |
| 100-mm-Panzerabwehrkanone MT-12 100-мм противотанковая пушка МТ-12           | MT-12 MT-12      | 2A29 2A29                   |                                                                           |
| 122-mm-Kanone M1931 122-мм пушка образца 1931 года                           | A-19 А-19        | 52-P-471 52-П-471           |                                                                           |
| 122-mm-Kanone M1931/37 122-мм пушка образца 1931/37 годов                    | A-19 А-19        | 52-P-471A 52-П-471A         | Weiterentwicklung der 122-mm-Kanone M1931, gleicher Hersteller            |
| 122-mm-Kanone D-74 122-мм пушка Д-74                                         | D-74 Д-74        | 52-P-472 52-П-472           |                                                                           |
| 130-mm-Kanone M-46 130-мм пушка М-46                                         | M-46 М-46        | 52-P-482 52-П-482           |                                                                           |
| 130-mm-Kanone S-69 130-мм пушка С-69                                         | S-69 С-69        |                             | Nicht in die Bewaffnung der Sowjetarmee übernommen                        |
| 130-mm-Flugabwehrkanone KS-30 130-мм зенитная пушка КС-30                    | KS-30 КС-30      | 52-P-481 52-П-481           |                                                                           |